# Svensk Handel
Svensk Handel är en näringslivsorganisation för företag med verksamhet inom parti-, digital- och detaljhandeln. Organisationens främsta uppgift är att skapa goda förutsättningar för handelns företag. Svensk Handel fick sitt nuvarande namn 1997 men räknar sina rötter till 1883 och bildandet av Sveriges Allmänna Handelsförening.
Svensk Handel är handelns arbetsgivarpart som förhandlar fram och sluter kollektivavtal med fackförbunden. Vidare arbetar organisationen med medlemsservice, näringspolitik, rådgivning och sprider kunskap och information om branschen.

## Historik

### Bildande och förhistoria
Svensk Handel fick sitt nuvarande namn och organisation 1997. Detta skedde genom en sammanslagning av Sveriges Köpmannaförbund, Sveriges Handelsarbetsgivare (HAO) och Grossistförbundet.
Man räknar dock sina rötter till 1883 och grundandet av Sveriges Allmänna Handelsförening, som inledningsvis var en intresseförening av 270 köpmän. På den tiden samlade föreningen både detaljister och grossister.
Allteftersom organisationen växte, delades den upp i flera förbund med olika inriktning. 1930 grundades Järnhandelns Garantiförening och sex år senare Köpmännens Garantiförening.
Ur ovanstående bildades så småningom Handelns Arbetsgivareorganisation, där Handelsarbetsgivarna bildade eget förbund år 1993.

### Från 1997 till idag: Svensk Handel
Fyra år senare beslöt Grossistförbundet, HAO och Köpmannaförbundet om att slå sig samman, under det nya namnet Svensk Handel. Det innebär att organisationen åter riktar sig till både grossister och detaljister.
Därefter har Svensk Handel etablerat sig som samlande arbetsgivarorganisation för alla Sveriges handelsföretag. 2007 tog man bland annat över denna uppgift från Göteborgs Köpmannaförbund, som dittills verkat som arbetsgivarorganisation i Göteborgsregionen.
Med anledning av sitt 125-årsjubileum gav Svensk Handel 2008 ut boken Handelsbilder, som även innehåller en historik över organisationen. Organisationens historiska arkiv finns deponerat på Centrum för Näringslivshistoria. Utdrag ur dessa arkiv presenteras via webben på www.handelnshistoria.se.
Sedan 2008 delar Svensk Handel ut Retail Awards i en mängd kategorier, tidigare i samarbete med tidningen Market. Dessa priser ges till enskilda handelsföretag, butiker, personer eller koncept inom branschen. 2022 genomför Svensk Handel Retail Awards som ett eget arrangemang.

## Storlek och ledning
Svensk Handel har cirka 9 000 medlemmar på 23 000 arbetsplatser där 300 000 människor är verksamma. Svensk Handel är Svenskt Näringslivs största medlemsorganisation.
Verksamheten bedrivs dels i Föreningen Svensk Handel, dels i det helägda bolaget Svensk Handel AB och dess dotterbolag.
Organisationen har ungefär 100 anställda, placerade på sju olika kontor i olika delar av Sverige, samt ett kontor i Bryssel. Orterna är (från norr till söder) Umeå, Sundsvall, Stockholm, Örebro, Jönköping, Göteborg och Malmö.
VD sedan maj 2022 är Sofia Larsen och styrelseordförande Anders Svensson.